# Safia minta
Safia minta là một loài bướm đêm trong họ Noctuidae.